# Butylacetat
n-Butylacetat eller butyletanoat är en ester av 1-butanol och ättiksyra med formeln CH3COOC4H9.

## Egenskaper
Butylacetat har en fruktig doft och smak och förekommer naturligt i många olika frukter, i synnerhet äppelsorten Red Delicious är rik på butylacetat.

## Framställning
Butylacetat framställs genom förestring av 1-butanol och ättiksyra med svavelsyra som katalysator.

## Användning
Butylacetat används som lösningsmedel i olika typer av lacker och som smakämne i till exempel glass, godis och bakverk.

## Isomerer
Det finns fyra olika isomerer av butylacetat.
|  | n-butylacetat.    |
|  | sec-butylacetat.  |
|  | iso-butylacetat.  |
|  | tert-butylacetat. |